# Autobús urbà

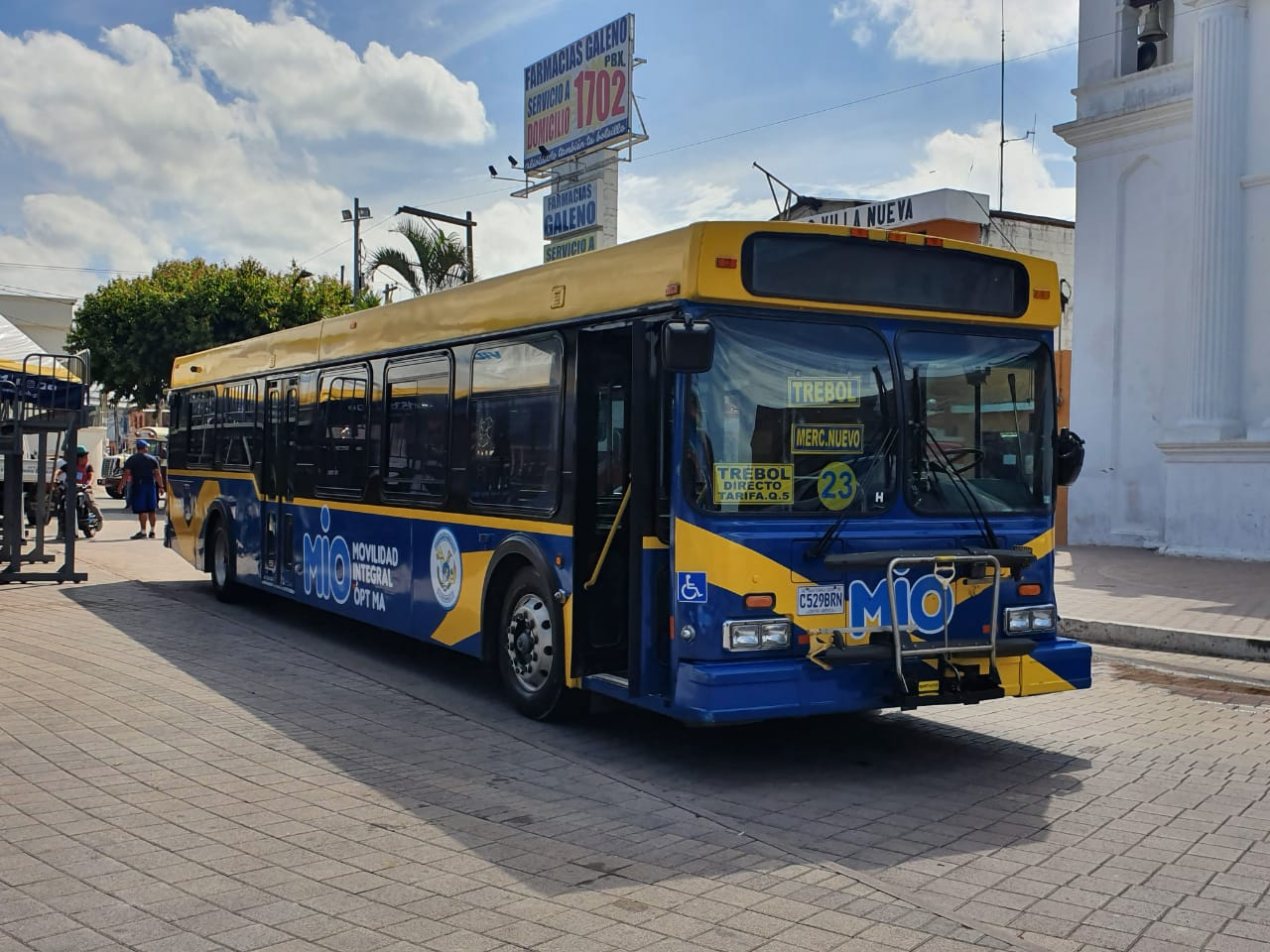
Un autobús urbà a la Ciutat de Vila Nova a Guatemala

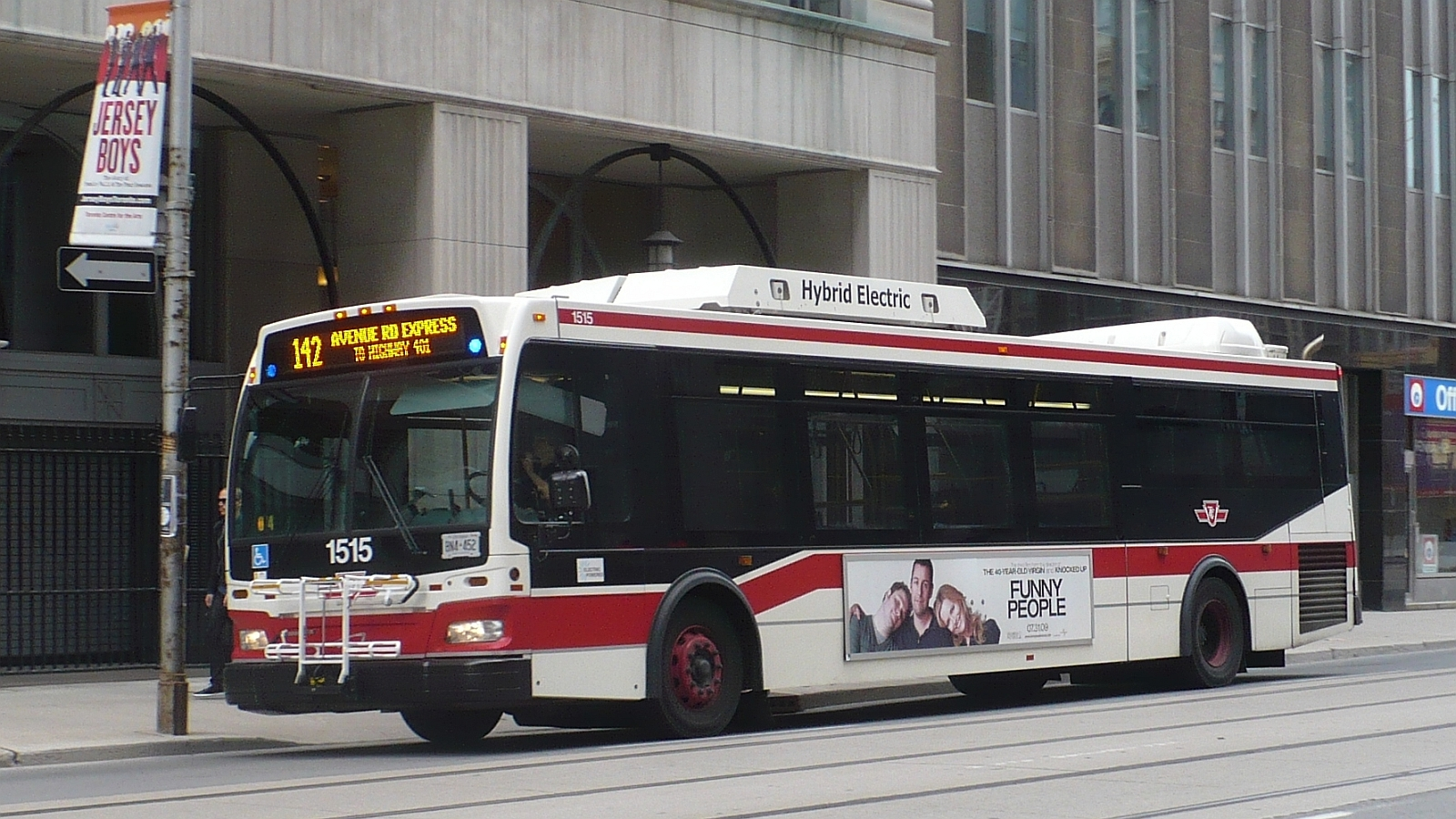
Un autobús híbrid elèctric urbà Orion VII a Toronto, el Canadà. És l'autobús urbà comunament trobat en les principals ciutats d'Amèrica del nord

Un autobús urbà, autobús de ciutat, autobús públic o autobús de trànsit (EUA) és un autobús utilitzat per al transport públic de distàncies curtes. Les funcions i especificacions dels autobusos de trànsit no són clares i varien en funció de l'operador i de la regió.
Amb el desenvolupament de les tecnologies de construcció d'autobusos i la urbanització, van aparèixer característiques específiques en el transport urbà a partir de les diferents condicions d'operació en comparació amb l'ús d'altres mitjans de transport privat o públic d'autobusos.
Les característiques d'un autobús de trànsit estan orientades al funcionament de les línies regulars d'autobusos urbans o periurbans, amb múltiples parades definides, per als desplaçaments. És una cosa oposada a transport públic amb autobús interurbà amb tots els passatgers asseguts o de llarga distància en autocars; autobusos llançadora; autobusos a demanda, com el paratrànsit, autobusos de lloguer. Cada vegada més, els autobusos urbans es construeixen amb sòl baix o adaptats a estacions de tub.

## Per països

### Espanya
El Pla Nacional de Millora de la Qualitat de l'Aire (PNMQA), estableix millores en el transport públic urbà i la seva gestió:
- Disseny eficient i eco-energètic de la xarxa, evitant concentració de línies en sentit radial. S'evitarà situar capçaleres i finals de línies d'autobús en zones cèntriques.
- Eco-renovació i conversió de les flotes per a aconseguir excloure els autobusos més contaminants de les zones urbanes de baixes emissions.
- Incorporació de sistemes Stop & Go o Stop & Start (Pari i Segueixi).[1]
- Prioritzar les ajudes socials al transport públic en les ZBE.

### Xina
El 2016 es van fer proves de l'autobús elevat en Qinhuangdao.